# 第一次西丽玛沃·班达拉奈克内阁
第一次西丽玛沃·班达拉奈克内阁是1960年—1965年锡兰总理西丽玛沃·班达拉奈克（隶属斯里兰卡自由党）领导的锡兰中央政府。该内阁在1960年7月锡兰议会选举后成立，并因反对派统一国民党在1965年3月锡兰议会选举中获胜而结束。该内阁主要斯里兰卡自由党成员组成；1964年—1965年，托洛茨基主义政党兰卡平等社会党加入该内阁，获得3个部长职位（公共工程部长、通讯部长和财政部长），这是该党首次参加政府，并因此被第四国际开除。